# Campeonato Panamericano Junior de Taekwondo de 2013
El 7.º Campeonato Panamericano Junior de Taekwondo (7th PATU Junior Championships) se realizó Centro de Congresos de la ciudad de 
Querétaro, México, del 20 al 21 de septiembre de 2013, bajo la organización de la Union Panamericana de Taekwondo,  Archivado el 22 de febrero de 2015 en Wayback Machine. y bajo la Supervisión de la Federación Mundial de Taekwondo.
En el evento tomaron parte varios  atletas (atletas masculinos y atletas femeninos) 

## Resultados

### Masculino
| Evento       | Oro                                  | Plata                                      | Bronce                                                                          |
| ------------ | ------------------------------------ | ------------------------------------------ | ------------------------------------------------------------------------------- |
| Fin          | jeff ogues · Canadá                  | julio quintanilla Estados Unidos           | Guilherme Brandão Geraldo · Brasil / · Felipe Vargas García · México            |
| Fly          | José Miguel Vargas García · México   | Juan Santamaria Argentina                  | Siwon Kim · Estados Unidos / · Alí Benites De Los Santos · Perú                 |
| Bantam       | Brandon Plaza Hernández · México     | Marcelo Bicalho Bertolato · Brasil         | Jonathan Rosado Puerto Rico / Charles Buset Estados Unidos                      |
| Feather      | Caio Motta Moraes · Brasil           | Francisco José Palacios Matias · Guatemala | Hunter Carroll · Canadá / · Enrique Vázquez · Puerto Rico                       |
| Light        | Carlos Rubén Navarro Valdez · México | Samuel Scott Estados Unidos                | Bryner López Olivella · Colombia / · Andriey Costa Ramos · Brasil               |
| Wélter       | Edgar Al Porras Reyes · México       | Matheus Landeiro Garcia · Brasil           | Dylan Dsa · Estados Unidos / · Jonathan Riverin · Canadá                        |
| Light Middle | Hervan Nkogho Mengue · Canadá        | David Miranda Puerto Rico                  | Jaime Andrés Castillo Duarte · Colombia / · José Rubén Nava Rodríguez · México  |
| Middle       | Sebastián Salas Pavez · Chile        | Bryan Richard Letran Durruthy · Cuba       | Óscar Iván Acosta Río · México / · Raphael Salvai · Canadá                      |
| Light Heavy  | Adam Tomlinson · Canadá              | Pedro Henrique Vidotti · Brasil            | Andrés Antonio Beceiro Pizarro Suárez · México / · Andrew Snow · Estados Unidos |
| Heavy        | Misael López Jaramillo · México      | Brandon Ivey Estados Unidos                | Jordan Stewart · Canadá / · César Augusto Sena Denicola · Uruguay               |

### Femenino
| Evento       | Oro                                  | Plata                              | Bronce                                                                           |
| ------------ | ------------------------------------ | ---------------------------------- | -------------------------------------------------------------------------------- |
| Fin          | Brenda N. Lua Ortega · México        | Rowena Lau · Canadá                | Michelle Gonciarz · Estados Unidos/ · Taina Ferreira Malta · Brasil              |
| Fly          | Kelsey Junious Estados Unidos        | Vitoria Oliveira Lima · Brasil     | María Fernanda Rojas Muñoz · México / · Silvia Arroyo Harley · Costa Rica        |
| Bantam       | Renata García De León · México       | Elaine Esparza Estados Unidos      | Amelie Henry · Canadá/ · Gloria Del Carmen Cañas Alvare · El Salvador            |
| Feather      | Miriam Galecki Estados Unidos        | Darianna Perera Mulen · Cuba       | Ibeth Camila Rodríguez Piracon · Colombia / · Ana Beatriz Olivan Olvera · México |
| Light        | Fabiola Carrillo Estados Unidos      | Nicole Joycey · Canadá             | María Añeses · Puerto Rico / · Fernanda Flores González · Chile                  |
| Wélter       | Cheyenne Lewis Estados Unidos        | Evelyn Gonda · Canadá              | Deyanira Regla Sáez Bonilla Estados Unidos / Luciana Krause Argentina            |
| Light Middle | Deireanne Morales Estados Unidos     | Luiza Santos Banks · Brasil        | Kristia Rodríguez Cotal · Puerto Rico / · Linda Marina Torres Tovar · México     |
| Middle       | Kendall Yount Estados Unidos         | Rachel Cuma · Canadá               | Karina Álvarez Kichiz · Perú / · Anel Félix Pérez · México                       |
| Light Heavy  | Amanda Bluford Estados Unidos        | Julia Gabriela Herculano · Brasil  | Victoria Abril Ávila Lujan · México / · Celina Profen · Argentina                |
| Heavy        | Frislaidis Martínez Despaigne · Cuba | Victoria C. Heredia Tames · México | Larissa Santos Rodrigues · Brasil / · Madeline Power · Canadá                    |

## Medallero
| Núm. | País           | Oro | Plata | Bronce | Total |
| ---- | -------------- | --- | ----- | ------ | ----- |
| 1    | Estados Unidos | 7   | 4     | 5      | 16    |
| 2    | México         | 7   | 1     | 9      | 17    |
| 3    | Canadá         | 3   | 4     | 6      | 13    |
| 4    | Brasil         | 1   | 6     | 4      | 11    |
| 5    | Cuba           | 1   | 2     | 1      | 4     |
| 6    | Chile          | 1   | 0     | 1      | 2     |
| 7    | Puerto Rico    | 0   | 1     | 4      | 5     |
| 8    | Argentina      | 0   | 1     | 2      | 3     |
| 9    | Guatemala      | 0   | 1     | 0      | 1     |
| 10   | Colombia       | 0   | 0     | 3      | 3     |
| 11   | Perú           | 0   | 0     | 2      | 2     |
| 12   | Costa Rica     | 0   | 0     | 1      | 1     |
| 13   | Uruguay        | 0   | 0     | 1      | 1     |
| 14   | El Salvador    | 0   | 0     | 1      | 1     |
|      | TOTAL          | 20  | 20    | 40     | 80    |

- Datos: Q19949612